# Veress Sándor (orvos)
Veress Sándor (Kétegyháza, 1860. október 8. – 1928 után) orvosdoktor, megyei főorvos. 

## Élete
Veress Ferenc jószágigazgató és békésföldvári Birizdó Konstancia fia. Középiskoláinak alsó osztályait Brassóban, a felsőbbeket a kolozsvári református kollégiumban, az orvosiakat az ottani egyetemen végezte. 1886-ban avatták orvosdoktorrá Kolozsvárott, miután az ottani élettani intézetnek asszisztense is volt. 1885-ben a mikroorganizmusokról írt értekezésével pályadíjat nyert az egyetemen. 
Orvosi pályáját Nagyajtán kezdette, majd katonaorvos lett, de erről lemondván, 1898-től Csík vármegye főorvosa, kórházigazgatója Csíkszeredán és az Országos Orvosszövetség ottani fiókjának elnöke. Ferenc Szalvátor főherceg mint az Osztrák-Magyar Monarchia Vörös Kereszt egyleteinek védnökhelyettese, 1915-ben az első világháború alatt a katonai egészségügy körül szerzett kiváló érdemei elismeréséül a Vörös Kereszt hadiékítményes II. osztályú díszjelvényét adományozta számára. Harminc évi szolgálat után 1928-ban nyugdíjazták, utódja a vármegyei főorvosi tisztségben dr. Nicolae Antoneseu lett.
Szakcikkei az orvosi folyóiratokban jelentek meg; orvosi elnöki beszédei pedig az «Országos Orvosszövetség»-ben, »A tárogató« c. felolvasása a Gyergyóban (1902. 17–20. sz.) jelent meg.

## Forrás
- Szinnyei József: Magyar írók élete és munkái.